# Скилла (дочь Ниса)

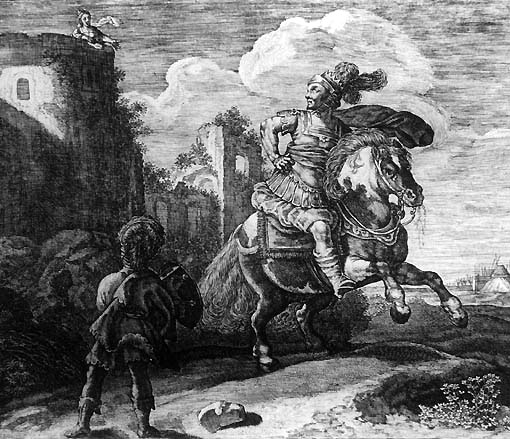
Скилла влюбляется в Миноса. Гравюра XVII века

Скилла (др.-греч. Σκύλλα), в латинской транслитерации — Сци́лла (лат. Scylla), — персонаж древнегреческой мифологии. Дочь Ниса, царя Мегары. Влюбилась в Миноса и погубила своего отца, отрезав у него волос. По другому объяснению, Минос обещал ей золото. Минос, овладев Мегарой, привязал Скиллу к корме корабля за ноги и утопил, либо привязал её к рулю и заставил волочиться по морю, пока она не стала птицей. Её тело выбросило в Арголиде, на мысе, названном Скиллайон.
Согласно латинским поэтам, превратилась в птицу кириду, а её отец — в желтокрылого орла. На самом деле кирида — это рыба.
Скилла — героиня пьесы неизвестного автора «Скилла» и латинской поэмы «Скопа», которую приписывают Вергилию.